# Lee Fierro
Pour les articles homonymes, voir Fierro.
Elizabeth Lee Fierro, née le 13 février 1929 à New York et morte à Aurora dans l'Ohio, le 5 avril 2020, est une actrice américaine connue pour avoir joué Mme Kintner dans le film Les Dents de la mer. 

## Biographie
Elle était d'abord une actrice de théâtre. Elle a vécu pendant de nombreuses années à Martha's Vineyard, où de 1974 à 2017, elle a été directrice artistique de l'Island Theatre Workshop et a encadré des centaines d'acteurs prometteurs,. Dans les Dents de la mer, elle joue le rôle de Mme Kintner, mère du jeune Alex Kintner qui est dévoré par le requin. Une scène célèbre la montre giflant et interpellant le chef Brody, qui avait laissé la plage ouverte au public alors qu'il savait que le requin avait déjà tué une jeune femme. 
En 2013, elle a reçu le prix « Femme de l'année » décerné par Women Empowered to Make Healthy Choices pour son atelier de théâtre local.   
Elle est morte des suites du coronavirus.

## Filmographie
- Les Dents de la mer (1975)
- Les Dents de la mer 4 (1987)
- The Mistover Tale (2016)